# Milojko Spajić
Milojko Spajić (in cirillico: Милојко Спајић?; Pljevlja, 24 settembre 1987) è un politico montenegrino, primo ministro del Montenegro dal 31 ottobre 2023.

## Biografia
Nasce a Pljevlja, città nel nord-est del Montenegro, il 24 settembre 1987.
Dopo aver terminato la scuola elementare e secondaria a Pljevlja, Spajić si è laureato presso varie università, tra cui in quella di Saitama e quella di Osaka, studiando Ecometria, una branca dell’economia relativa alle sostenibilità ambientale. Ha conseguito il master universitario, anche come borsista, in Francia presso la scuola di business HEC Paris. 
Dopo la laurea ha lavorato negli Stati Uniti a Wall Street, a Parigi e Tokyo. In aggiunta, prima di entrare in politica, Spajić ha anche lavorato come analista di credito per Goldman Sachs ed è stato anche partner di un fondo di Venture capital a Singapore, il Das Capital SG.

### Carriera politica
Spajić ha iniziato la sua carriera politica come politico apartitico divenendo, dopo le elezioni parlamentari del 2020, membro del team di esperti di Zdravko Krivokapić. 
Spajic ha giustificato tale scelta affermando che c'erano state diverse ragioni per il suo ritorno in Montenegro, ma che la principale era l'adozione della contestata legge sulla libertà di religione, specchio dei problemi accumulati nel sistema montenegrino. 
Ha aggiunto anche che finché la situazione non sarebbe migliorata, non "si sarebbe spostato" dal Montenegro e che nessun investitore avrebbe creduto in uno stato in cui un'istituzione come la Chiesa ortodossa serba (SOC), che esiste da otto secoli ed è considerata affidabile dalla maggior parte dei cittadini montenegrini, sta facendo sequestrare le sue proprietà dal governo.

#### Ministro delle finanze e della previdenza sociale (2020-2022)
Spajic ha prestato giuramento come ministro delle finanze e del benessere sociale il 4 dicembre 2020 e ha prestato servizio sotto il primo ministro Zdravko Krivokapić.
Durante il suo mandato, Spajić e il ministro dell'economia Jakov Milatović hanno presentato e implementato il controverso programma di riforma economica denominato "Europa ora".
In seguito, a seguito di una crisi parlamentare, il primo ministro Krivokapić ha annunciato di aver presentato un'iniziativa al Parlamento del Montenegro per rimuovere il vice primo ministro Dritan Abazović e ha proposto che Spajić lo sostituisse come vice primo ministro, ma la cosa non ha avuto seguito.
Spajić ha affermato di aver donato tutto il suo stipendio ministeriale.

#### Europa Ora!
Nel 2022, Spajić e Milatović hanno fondato il partito politico Europa Ora! (PES), con Spajić come presidente e Milatović come vicepresidente. Le prime elezioni a cui PES ha partecipato sono state le elezioni locali del 2022.
Spajić ha cercato anche di candidarsi alla presidenza del Montenegro in occasione delle elezioni presidenziali del 2023, ma la sua candidatura è stata respinta dalla Commissione elettorale statale (DIK) poiché si è scoperto che aveva una doppia cittadinanza serba e montenegrina.
A seguito di questa scoperta, egli ha dichiarato di essere diventato cittadino della Serbia nel 2009 e che il processo di rinuncia è ancora in corso. In seguito, invece, dichiarò di aver accettato la cittadinanza serba in modo da poter viaggiare in Giappone senza visto. 
In risoluzione, Jakov Milatović si candidò al posto suo, vincendo contro il presidente in carica Milo Đukanović nel ballottaggio con il 58,88% dei voti popolari.

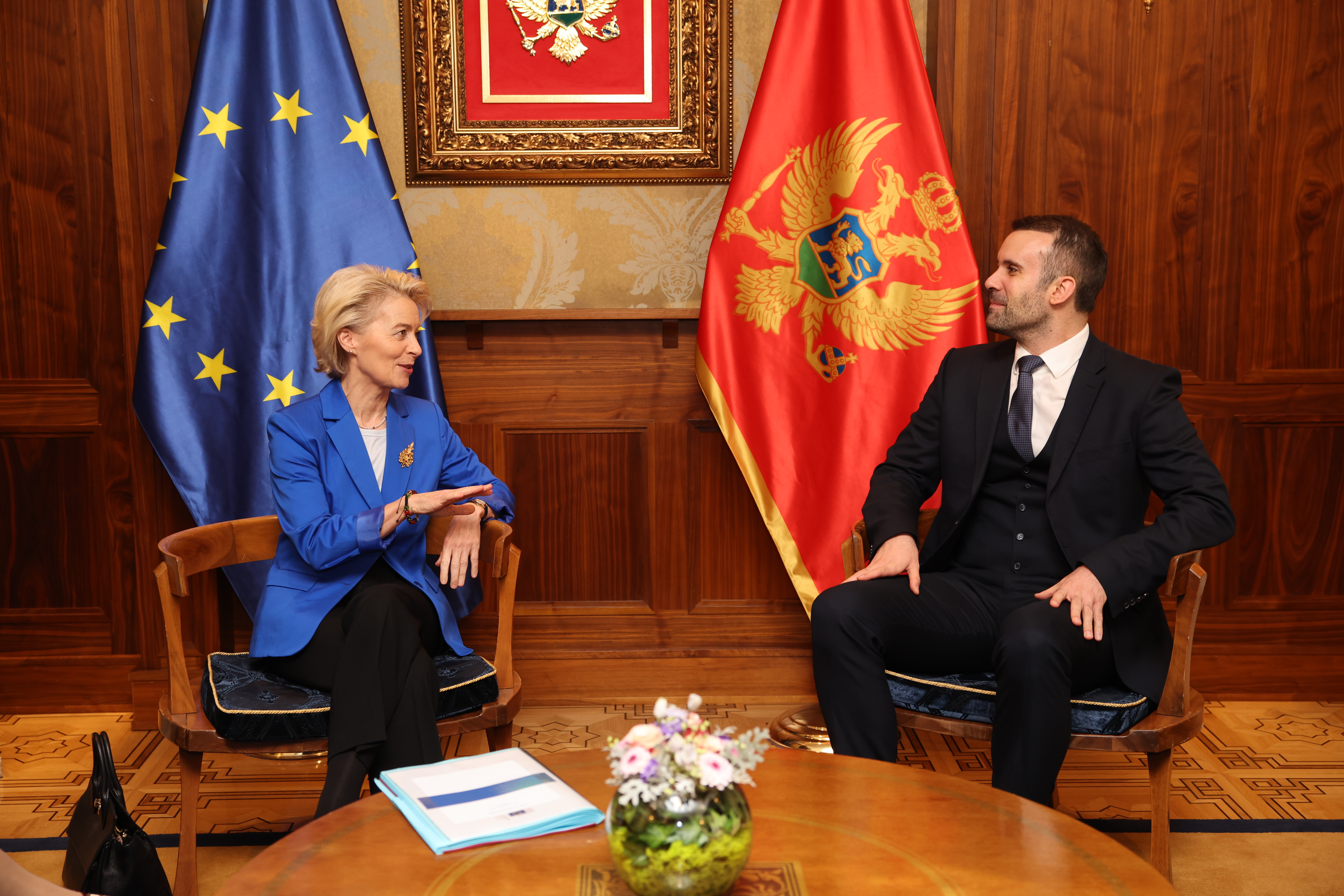
Spajić con la Presidente della Commissione europea Ursula von der Leyen, 31 ottobre 2023

Dopo le elezioni presidenziali, Spajić ha detto di essere pronto ad assumersi la responsabilità e ad essere il capolista del PES per le elezioni parlamentari del 2023, cosa confermata il 26 aprile. 
Durante la campagna elettorale, il primo ministro in carica Dritan Abazović e il ministro degli interni Filip Adžić hanno accusato Spajić di avere collegamenti con lo sviluppatore di criptovalute sudcoreano Do Kwon, arrestato in Montenegro nel marzo 2023. Secondo Abazović, Do Kwon avrebbe inviato una lettera dalla prigione indirizzata ad Abazović, Adžić, al ministro della giustizia Marko Kovač e al procuratore generale Vladimir Novović, informandoli dei suoi legami con Spajić. Il PES ha negato le accuse contro Spajić e ha dichiarato che Do Kwon ha firmato la lettera sotto gli ordini di Abazović. 
Alla fine, il PES ha vinto circa il 25% del voto popolare alle elezioni parlamentari, guadagnando il maggior numero di seggi nel Parlamento del Montenegro. Dopo le elezioni, Do Kwon ha negato di aver mai sostenuto finanziariamente Spajić.
Il 10 agosto 2023, il presidente Jakov Milatović diede a Spajić il mandato di formare il nuovo governo. Il 30 agosto 2023, parte della minoranza serba organizzò proteste contro Spajić e i suoi piani per includere i partiti delle altre minoranze etniche nel nuovo governo, accusate di essere state partner della coalizione del Partito Democratico dei Socialisti del Montenegro (DPS), e per aver escluso la coalizione filoserba Per il Futuro del Montenegro dalla nuova formazione del governo.
Il 31 ottobre 2023 è entrato ufficialmente in carica.

## Posizioni politiche

### Politica estera
Spajić sostiene l'adesione del Montenegro all'Unione europea, ma pensa anche che i politici occidentali "non siano interessati al Montenegro".
Ha affermato che aderire alla NATO è stata una "buona mossa per il Montenegro", ma che si sarebbe opposto al dispiegamento di soldati montenegrini nei paesi baltici. Spajić ha condannato l'invasione russa dell'Ucraina, che considera un'aggressione, e ha espresso il suo sostegno alla sanzioni contro la Russia, anche se pensa che queste "rafforzaranno solo Mosca sulla sua strada".
Spajić è contrario alle proposte del Montenegro che revocano il riconoscimento dell'indipendenza del Kosovo, affermando che pensa che questo sia "uno degli argomenti alle spalle". Sostiene relazioni più strette tra Montenegro e Serbia.

## Vita personale
Spajić ha una figlia con la sua ex-compagna. È un membro della Chiesa ortodossa serba.
Parla correntemente il serbo-croato (sua lingua nativa), il giapponese, il cinese, il russo, il francese e l'inglese.